# Синичівське урочище
Синичі́вське — заповідне урочище місцевого значення в Україні. Розташоване в межах Бродівського району Львівської області, на захід від села Ражнів. 
Площа 16 га. Оголошено згідно з рішенням Львівської облради від 9.10.1984 року № 495. Перебуває у віданні ДП «Бродівський лісгосп» (Заболотцівське лісництво, кв. 69, вид. 28). 
Статус присвоєно для збереження частина лісового масиву з цінним високопродуктивним насадженням сосни звичайної, що зростає в межах природного ландшафту, характерного для Бродівської рівнини.